# Hanns Streit
Hanns Streit (* 3. Juli 1896 in Posen; † 10. Juni 1983 in München) war ein deutscher NS-Studentenfunktionär und SS-Standartenführer.

## Leben
Streit nahm nach dem Ende seiner Schulzeit von 1914 bis 1918 als Kriegsfreiwilliger am Ersten Weltkrieg teil, zuletzt als Leutnant der Reserve. Nach Kriegsende befand er sich bis 1920 in französischer Kriegsgefangenschaft. Anschließend absolvierte er ein Studium der Staatswissenschaft an der Universität Berlin. Ab 1925 leitete er das Berliner Studentenwerk. An der Universität Berlin wurde er 1931 mit der Dissertation „Das Deutsche Studentenwerk (Wirtschaftshilfe der Deutschen Studentenschaft) 1921-1931“ zum Dr. phil. promoviert. Von 1931 bis 1933 war er beim Deutschen Städtetag als Wirtschaftsberater tätig.
Streit war ab 1931 Mitglied der NSDAP (Mitgliedsnummer 826.154). Bis 1938 war er Mitherausgeber der Reihe „Nachwuchs und Auslese“. Von 1933 bis 1944 leitete er das Reichsstudentenwerk. Ab 1938 war er Amtsleiter bei der Reichsstudentenführung.
Nach der deutschen Besetzung Polens zu Beginn des Zweiten Weltkrieges wurde Streit im Oktober 1939 von Reichserziehungsminister Bernhard Rust nach Posen entsandt, um an der geschlossenen Universität das Inventar zu sichern und dort eine deutsche Universität aufzubauen. Als Ostbeauftragter des NS-Studentenbundes und des NS-Dozentenbundes wurde er „Günstling“ des örtlichen Reichsstatthalters und Gauleiters Arthur Greiser. Greiser ernannte ihn zu seinem Universitäts- und Wissenschaftsbeauftragten. Im Dezember 1939 wurde er Gaustudentenführer Wartheland. Von 1940 bis 1945 war er (zunächst kommissarisch) Kurator der Reichsuniversität Posen, bei deren Aufbau er eine Schlüsselposition einnahm.
An der Reichsuniversität Posen wurde er Geschäftsführer des Zentralinstituts für Krebsforschung, wo unter anderem Forschungen zur biologischen Kriegsführung stattfinden sollten. Er wurde 1941 zum Regierungsdirektor ernannt. Ab 1941 war er Gaudozentenführer Wartheland. Bei der SS (SS-Nr. 335.651) stieg er Ende Januar 1942 bis zum SS-Standartenführer auf und leistete für den SD Spitzeldienste. Seit April 1942 war er Ostbeauftragter des Reichsstudentenführers und leitete ab Oktober 1943 das Volkspolitische Amt innerhalb der Reichsstudentenführung. Von 1944 bis zum Kriegsende 1945 gehörte er dem Führungskreis der Reichsdozentenführung an.